# Kamil Majchrzak
Kamil Majchrzak, né le 13 janvier 1996 à Piotrków Trybunalski, est un joueur de tennis polonais, professionnel depuis 2013.

## Carrière
Kamil Majchrzak enregistre de bons résultats dans la catégorie junior, remportant notamment l'Eddie Herr Championships en 2013 contre Andrey Rublev. Dans les tournois du Grand Chelem, il s'adjuge l'US Open en double avec l'Américain Martin Redlicki et atteint les quarts de finale de l'Open d'Australie 2014. Il réalise sa plus belle performance lors des Jeux olympiques de la jeunesse à Nankin en 2014 en décrochant la médaille d'or aux dépens du Brésilien Orlando Luz. Il s'adjuge également une médaille de bronze en double mixte, associé à la Hongroise Fanny Stollár. Il atteint la 7e place mondiale à l'issue de la compétition.
Il s'ensuit une progression régulière sur le circuit professionnel, marquée par huit titres en catégorie Futures remportés entre 2014 et 2017. Il dispute parallèlement sa première finale dans un tournoi Challenger à Mohammédia en 2015. En 2017, il est finaliste du tournoi de Tachkent contre Guillermo García-López. Il atteint la finale de ce même tournoi l'année suivante, s'inclinant cette fois-ci face à Félix Auger-Aliassime.
En 2019, il se qualifie pour l'Open d'Australie mais est contraint à l'abandon contre Kei Nishikori après avoir remporté les deux premiers sets (3-6, 66-7, 6-0, 6-2, 3-0, ab.). Il remporte en mars le tournoi Challenger de Saint-Brieuc contre le Français Maxime Janvier. Le mois suivant, il s'impose à Ostrava contre Jannik Sinner. Il se distingue lors de l'US Open où, repêché des qualifications, il écarte en cinq sets Nicolás Jarry et Pablo Cuevas avant de s'incliner au troisième tour face à Grigor Dimitrov (7-5, 7-68, 6-2). Il finit sa saison dans le top 100 ATP.
Il manque une partie du début de saison 2020 en raison d'une blessure à l'aine. Il remporte début septembre son troisième Challenger à Prostějov. En 2021, il se qualifie pour le Masters de Rome, atteint le second tour à Lyon et Paris, ainsi que les finales des Challenger de Nottingham et Szczecin. En 2022, il fait partie pour la seconde année consécutive de l'équipe polonaise disputant l'ATP Cup. Avec trois victoires lors des phases de poule, il permet à son équipe de se qualifier pour les demi-finales de l'épreuve. En octobre et novembre 2022, Majchrzak est contrôlé positif à trois substances interdites par l'Agence mondiale antidopage (SARM S-22, métabolites du LGD-4033 et un agoniste PPARδ). Il est suspendu du 30 novembre 2022 au 29 décembre 2023 . Majchrzak prétend avoir ingéré involontairement ces substances en utilisant des compléments alimentaires. Lors de son retour à la compétition en janvier, il gagne 2 tournois futurs et accroche déjà Borna Coric lors du challenger de Louvain pourtant top 40 et tête de série numéro 1 du tournoi en perdant (7-6, 3-6, 6-3). Début mars, il remporte le tournoi challenger 50 de Kigali au Rwanda contre Marco Trungelitti (6-4, 6-4). Cette performance lui permet déjà de remonter aux alentours de la 430ème place le lundi 4 mars 2024. 
2025: Huitième de finale à Wimbledon et Titre au challenger de Madrid et au challenger de Grodzisk Mazowiecki
Il sort des qualifications à Wimbledon en 2025 et remporte son premier match dans le Majeur londonien contre l'ancien finaliste Matteo Berrettini (4-6, 6-2, 6-4, 5-7, 6-3). Affrontant le jeune Ethan Quinn qui dispute pour la première fois le tournoi, il profite de l'occasion (6-1, 6-4, 6-3) et enchaîne avec une nouvelle victoire sur le Français Arthur Rinderknech, vainqueur plus tôt dans le tournoi du numéro trois mondial Alexander Zverev (6-3, 7-6, 7-6) pour jouer son premier huitième de finale en Grand Chelem en carrière. Il échoue à ce stade, sorti par l'expérimenté Karen Khachanov (4-6, 2-6, 3-6). 

## Parcours dans les tournois duGrand Chelem

### En simple
| Année | Open d'Australie | Open d'Australie    | Internationaux de France | Internationaux de France | Wimbledon       | Wimbledon          | US Open         | US Open          |
| ----- | ---------------- | ------------------- | ------------------------ | ------------------------ | --------------- | ------------------ | --------------- | ---------------- |
| 2019  | 1er tour (1/64)  | Kei Nishikori       | —                        | —                        | 1er tour (1/64) | Fernando Verdasco  | 3e tour (1/16)  | Grigor Dimitrov  |
| 2020  | —                | —                   | 1er tour (1/64)          | Karen Khachanov          | Annulé          | Annulé             | 1er tour (1/64) | E. Escobedo      |
| 2021  | 1er tour (1/64)  | M. Kecmanović       | 2e tour (1/32)           | Casper Ruud              | —               | —                  | 1er tour (1/64) | Emil Ruusuvuori  |
| 2022  | 2e tour (1/32)   | Alex de Minaur      | 1er tour (1/64)          | Brandon Nakashima        | 1er tour (1/64) | Thanasi Kokkinakis | 1er tour (1/64) | Alejandro Tabilo |
| 2025  | 1er tour (1/64)  | Pablo Carreño Busta | 1er tour (1/64)          | Hamad Medjedović         | 1/8 de finale   | Karen Khachanov    |                 |                  |

N.B. : à droite du résultat se trouve le nom de l'ultime adversaire.

### En double
| 2022 | — | — | 1er tour (1/32) N. Lammons \|\| style="text-align:left;" \| A. Bublik T. Kokkinakis | 2e tour (1/16) J. Zieliński \|\| style="text-align:left;" \| Denis Kudla Jack Sock | — | — |

N.B. : le nom du partenaire se trouve sous le résultat ; les noms des ultimes adversaires se trouvent à droite.

## Parcours dans lesMasters 1000
| Année | Indian Wells     | Miami               | Monte-Carlo | Madrid            | Rome                   | Canada | Cincinnati | Shanghai | Paris |
| ----- | ---------------- | ------------------- | ----------- | ----------------- | ---------------------- | ------ | ---------- | -------- | ----- |
| 2021  | —                | —                   | —           | —                 | 1er tour D. Shapovalov | —      | —          | n.o.     | —     |
| 2022  | 2e tour T. Fritz | 2e tour R. Bautista | —           | —                 | —                      | —      | —          | n.o.     | —     |
|       |                  |                     |             |                   |                        |        |            |          |       |
| 2025  | —                | —                   | —           | 2e tour G. Diallo | —                      |        |            |          |       |

N.B. : sous le résultat se trouve le nom de l’ultime adversaire.

## Classements ATP en fin de saison
| Année          | 2013 | 2014 | 2015 | 2016 | 2017 | 2018 | 2019 | 2020 | 2021 | 2022 | 2023 | 2024 |
| Rang en simple | 1282 | 440  | 268  | 280  | 199  | 184  | 101  | 107  | 116  | 77   | –    | 120  |
| Rang en double | 1254 | 654  | 412  | 379  | 395  | 805  | 561  | 324  | 484  | –    | –    | 956  |

Source : (en) Classements de Kamil Majchrzak sur le site officiel de la Fédération internationale de tennis